# .38 ACP
El .38 ACP (Automatic Colt Pistol), 9 x 23 SR, o simplemente .38 Auto es un cartucho para pistolas semiautomáticas que utilizan el sistema blowback, siendo introducido por John Browning para la pistola Colt Modelo 1900.
El 9 x 23 SR no debe ser confundido con el cartucho 9 x 23 Winchester.

## Historia

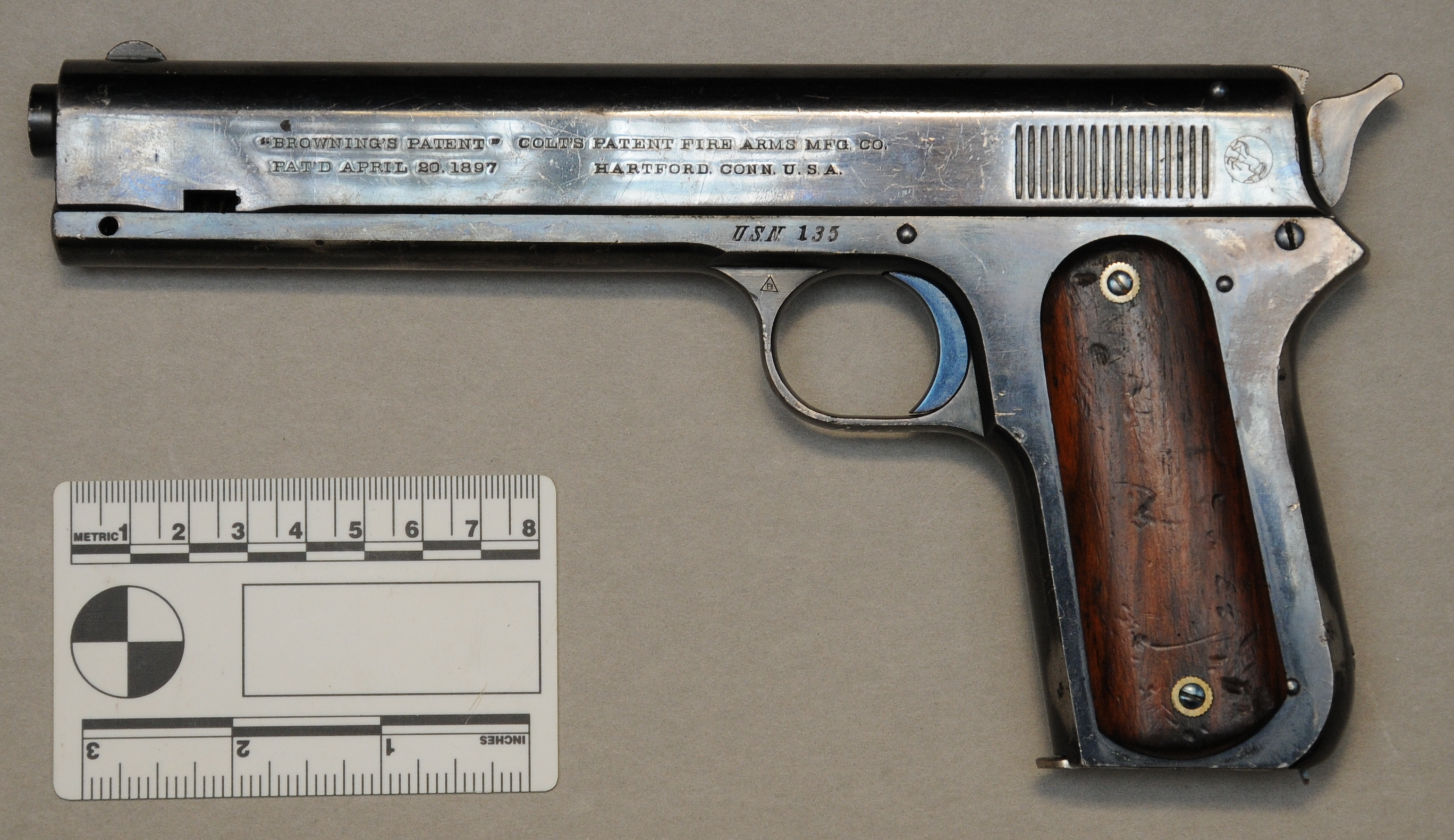
Una Colt Modelo 1900.

La Modelo 1900 de Colt introdujo el.38 ACP comercialmente, sin embargo, el mismo fue desarrollado desde 1897 para un prototipo que no fue desarrollado por la Colt.
A pesar de no haber sido un éxito en ventas, fue más aceptado que el .38 Super.